# جيرالد باسي
جيرالد باسي (بالفرنسية: Gérald Passi)‏ (مواليد 21 يناير 1964) هو لاعب كرة قدم. يلعب مع منتخب فرنسا لكرة القدم منذ عام 1987.

## وصلات خارجية
- جيرالد باسي على موقع رابطة كرة القدم اليابانية للمحترفين (اليابانية)
- جيرالد باسي على موقع قاعدة بيانات كرة القدم.إي يو (الإنجليزية)
- جيرالد باسي على موقع ليكيب (الفرنسية)
- جيرالد باسي على موقع ناشيونال فوتبول تيمز (الإنجليزية)
- جيرالد باسي على موقع Soccerway.com (الإنجليزية)
- جيرالد باسي على موقع عالم كرة القدم.نت (الإنجليزية)

- National Football Teams